# لا فيراسي 1

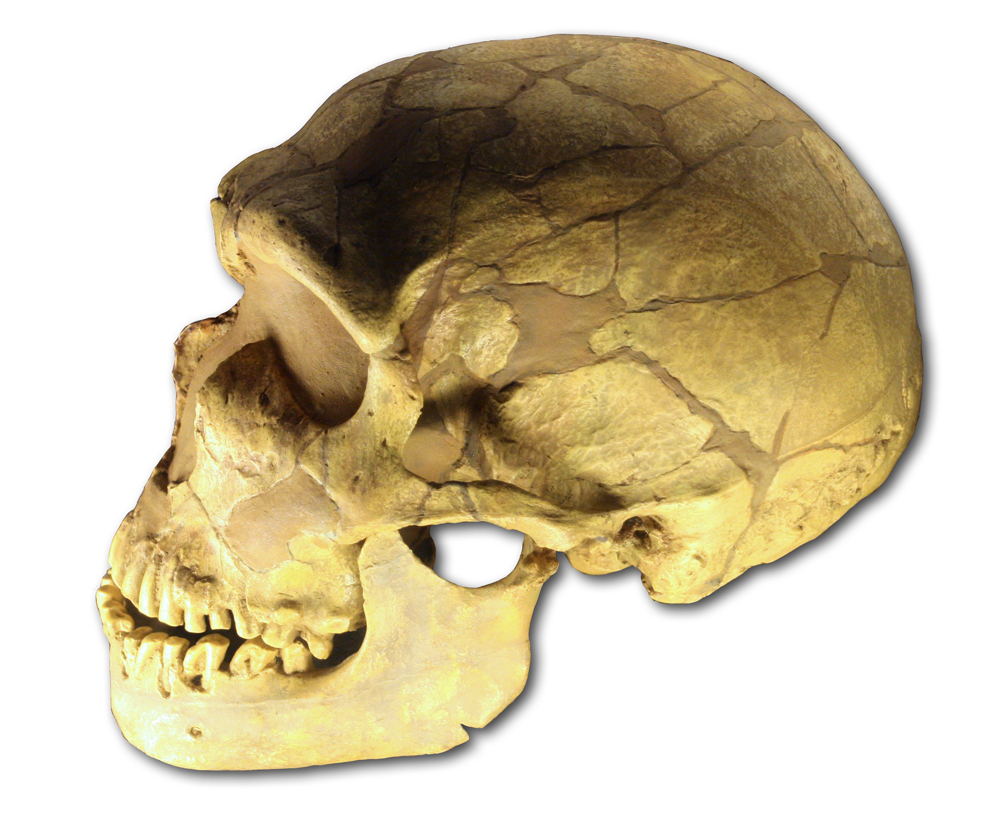

لا فيراسي 1 (بالفرنسية: La Ferrassie 1) هو هيكل عظمي لذكر نياندرتال يُقدَّر عمره بنحو 70-50 ألف سنة. اكتُشف الهيكل في موقع لا فيراسي في فرنسا، اكتشفه لويس كابيتان ودينيس بيروني عام 1909. تُعتبر جمجمته أكثر جماجم نيادرتال المكتشفة اكتمالًا، حيث تصل سعة الجمجمة إلى 1641 سم3، كما أنها ثاني أكبر جمجمة مكتشفة للقردة العليا بعد عامود 1، والتي تعود لنياندرتال آخر.
تُظهر الجمجمة العديد من الأمثلة «الكلاسيكية» لتشريح النياندرتال، مثل الجبهة المنخفضة المنحدرة وفتحات الأنف الكبيرة. تؤكد قدمه ورجله أن نياندرتال كان يمشي مستقيمًا مثل الإنسان الحديث. الأسنان محفوظة جيدًا والقواطع متهالكة للغاية، مما يدعم أنه كان يستخدمها لحمل الأشياء.